# Judith Schalansky

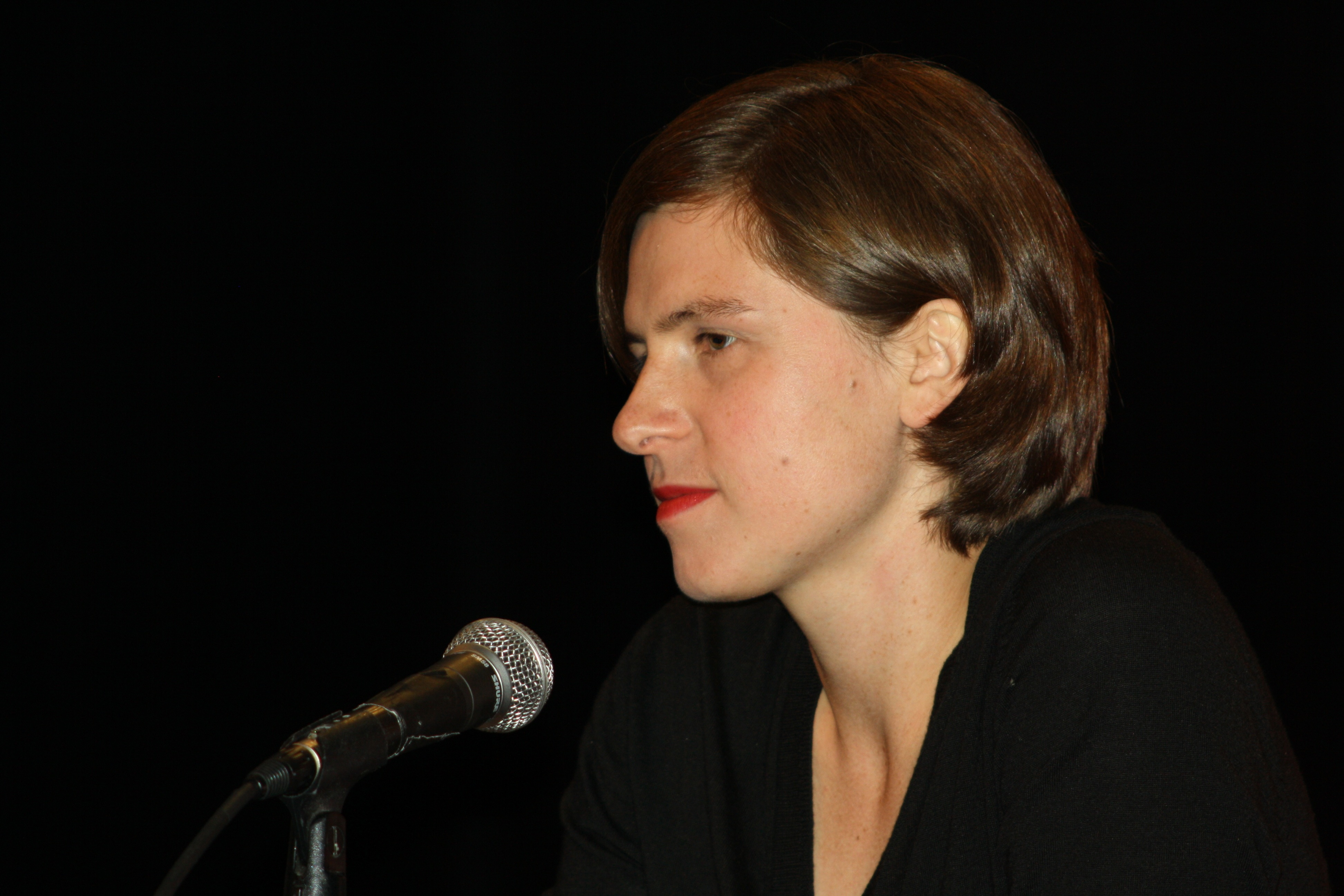
Judith Schalansky auf dem Erlanger Poetenfest 2011

Judith Schalansky (* 20. September 1980 in Greifswald) ist eine deutsche Schriftstellerin, Buchgestalterin und Herausgeberin.

## Leben und Werk
Judith Schalansky entstammt einer Lehrerfamilie und wuchs zeitweise in Behrenhoff bei Greifswald auf. Sie studierte Kunstgeschichte an der FU Berlin und Kommunikationsdesign an der FH Potsdam. Nach dem Abschluss ihres Studiums 2007 unterrichtete sie bis 2009 Typografische Grundlagen an der Fachhochschule Potsdam.
Schalansky begann ihre publizistische Tätigkeit 2006 mit dem typografischen Kompendium Fraktur mon Amour, ehe sie zwei Jahre später ihr literarisches Debüt Blau steht dir nicht vorlegte. Sie hat mehrere ihrer Bücher selbst gestaltet und dafür Designpreise erhalten. So wurde sowohl ihr Atlas der abgelegenen Inseln als auch ihr zwei Jahre später erschienener Bildungsroman Der Hals der Giraffe mit dem 1. Preis der Stiftung Buchkunst bedacht. Schalanskys Bücher sind in mehr als 25 Sprachen übersetzt.
2021 stand ihr Buch Verzeichnis einiger Verluste (An Inventory of Losses) auf der Longlist für den International Booker Prize sowie auf der Longlist für den National Book Award.
Seit dem Frühjahr 2013 gibt sie bei Matthes & Seitz Berlin die Buchreihe Naturkunden heraus.
Schalansky war zusammen mit Karl Ove Knausgård 2019 Poetik-Dozentin an der Universität Tübingen im Rahmen der Tübinger Poetik-Dozentur. Sie wurde im selben Jahr in die Akademie der Wissenschaften und der Literatur Mainz gewählt und in die Deutsche Akademie für Sprache und Dichtung aufgenommen.
2023 wurde sie für ihren Essay „Schwankende Kanarien“ mit dem Wortmeldungen-Literaturpreis ausgezeichnet. Der Essay erschien auch als Buch und in englischer Übersetzung in der Paris Review.
Schalansky ist Mitgründerin des PEN Berlin.
Im Juni 2023 übergab sie als neunte Autorin ein neu geschaffenes Werk an die Future Library der Deichmanske bibliotek in Oslo.
Schalansky ist mit der Schauspielerin Bettina Hoppe liiert. Das Paar hat eine gemeinsame Tochter.

## Werke

### Bücher
- Fraktur mon Amour. Hermann Schmidt, Mainz 2006, ISBN 978-3-87439-696-7.
- Blau steht dir nicht. Matrosenroman. Mare, Hamburg 2008, ISBN 978-3-86648-078-0.[10]
- Atlas der abgelegenen Inseln. Fünfzig Inseln, auf denen ich nie war und niemals sein werde. Mare, Hamburg 2009, ISBN 978-3-86648-117-6.
- Taschenatlas der abgelegenen Inseln. Fünfzig Inseln, auf denen ich nie war und niemals sein werde. Fischer, Frankfurt am Main 2011, ISBN 978-3-596-19012-6.
- Der Hals der Giraffe. Bildungsroman. Suhrkamp, Berlin 2011, ISBN 978-3-518-42177-2.
- Verzeichnis einiger Verluste. Suhrkamp, Berlin 2018, ISBN 978-3-518-42824-5.
- Erfahrung und Erforschung. Literatur und ihre Welten: Tübinger Poetik Dozentur 2019, zusammen mit Karl Ove Knausgård, hg. v. Dorothee Kimmich und Philipp A. Ostrowicz. Swiridoff, Künzelsau 2020, ISBN 978-3-89929-409-5.
- Schwankende Kanarien. (Wortmeldungen-Reihe) Verbrecher Verlag, Berlin 2023, ISBN 978-3-95732-564-8.

### Hörbücher
- Der Hals der Giraffe. Gelesen von Dagmar Manzel, Der Audio Verlag (DAV), Berlin, 2011, ISBN 978-3-86231-129-3 (Lesung, 4 CDs, 297 Min.).
- Atlas der abgelegenen Inseln. Ein musikalisches Hörstück. Regie Thom Luz. Christoph Merian Verlag, Basel 2016 (1 CD, 53 Min.).[11]
- Verzeichnis einiger Verluste. Gelesen von Bettina Hoppe und Wolfram Koch, Der Audio Verlag (DAV), Berlin, 2018, ISBN 978-3-7424-0722-1 (Lesung, 6 CDs, 7 h 38 Min.).

### Theateradaptionen
Der Hals der Giraffe
- Schauspiel Frankfurt, Uraufführung am 8. Dezember 2012, Regie: Florian Fiedler.
- Maxim-Gorki-Theater Berlin, 2013, Regie: Armin Petras.
- Schauspiel Hannover, 2013, Regie: Helen Danner.
- Theater am Alten Markt, Bielefeld, 2013, Regie: Ronny Jakubaschk.
- Junges Theater Göttingen, 2014, Regie: Götz Lautenbach.
- Theater Münster, 2014, Regie: Oliver D. Endress.
- Schauspielhaus Graz, 2014, Regie: Judith Wille.
- Nationaltheater Weimar, 2016, Regie: Hasko Weber.
- Deutsches Theater, 2019, Regie: Philipp Arnold.

Atlas der abgelegenen Inseln
- Staatstheater Hannover, Uraufführung am 21. September 2014, Regie: Thom Luz.
- Theater Waidspeicher Erfurt, Premiere am 21. Februar 2021, Regie: Christian Georg Fuchs.
- Theater Chemnitz, Premiere am 23. Oktober 2021, Regie: Karoline Hoffmann.

## Auszeichnungen (Auswahl)
- 2007: Silbermedaille des Art Directors Club Deutschland für Fraktur mon Amour
- 2007: Award for Typographic Excellence des Type Directors Club, für Fraktur mon Amour[12]
- 2009: Stipendiatin der Villa Aurora in Los Angeles[13]
- 2009: 1. Preis der Stiftung Buchkunst: „Schönstes deutsches Buch des Jahres“ für Atlas der abgelegenen Inseln[14]
- 2010: Designpreis der Bundesrepublik Deutschland in Silber in der Kategorie Kommunikationsdesign
- 2010: Aufenthaltsstipendium im Künstlerhaus Lukas, Ahrenshoop[15]
- 2011: Essay Prize, für Atlas of Remote Islands[16]
- 2012: Förderpreis des Friedrich-Hölderlin-Preises der Stadt Bad Homburg
- 2012: Spycher: Literaturpreis Leuk gemeinsam mit John Burnside[17]
- 2012: Comburg-Literaturstipendium, Schwäbisch Hall[18]
- 2012: 1. Preis der Stiftung Buchkunst: „Schönstes deutsches Buch des Jahres“ für Der Hals der Giraffe
- 2013: Förderpreis zum Lessing-Preis des Freistaates Sachsen
- 2013: Märkisches Stipendium für Literatur[19]
- 2014: Mainzer Stadtschreiberin[20][21]
- 2014: Preis der Literaturhäuser[22]
- 2018: Irmtraud-Morgner-Literaturpreis, erstmals vergeben vom Frauenzentrum Lila Villa in Chemnitz[23]
- 2018: Wilhelm-Raabe-Literaturpreis für Verzeichnis einiger Verluste
- 2019: Sarah-Samuel-Preis für Kurzprosa erstmals vergeben in Salzburg[24]
- 2020: Christine Lavant Preis[25]
- 2020: Nicolas-Born-Preis
- 2020: Premio Strega Europeo für Inventario di alcune cose perdute
- 2021: Gutenberg-Preis der Stadt Leipzig
- 2021: The Warwick Prize for Women in Translation für An Inventory of Losses zusammen mit der Übersetzerin Jackie Smith
- 2022: Carl-Amery-Literaturpreis[26]
- 2023: Wortmeldungen-Literaturpreis für Schwankende Kanarien[27]
- 2023: Aufnahme eines geheimen Manuskripts in die Future Library